# ヤコフ・ダヴィドフ

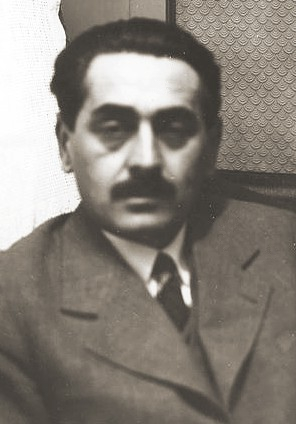
ヤコフ・ダヴィドフ

ヤコフ・フリストフォロヴィッチ・ダヴィドフ（ロシア語: Яков Христофорович Давыдов、1888年10月10日 - 1938年）は、ソ連共産党の活動家、外交官。チェキスト。チェーカーの対外諜報機関の創設者であった。
本姓はダフチャン（ロシア語: Давтян）。

## 経歴
ナヒチェヴァン地方ヴェルフニエ村の小商人の家庭に生まれる。1907年、第1トビリシ中学校を卒業。在学中、ボリシェヴィキ党に入党し、警察の監視を受けた。
1907年、ペテルブルク大学に入学し、同年、ロシア社会民主労働党ペテルブルク委員会委員に選出される。1908年に警察により逮捕されるが、保釈金を払って釈放された。その後、ベルギーに移住し、工科大学に入学した。ブリュッセルでは、革命家のイネッサ・アルマンドと知り合った。第一次世界大戦勃発と共に、ベルギーはドイツ軍に占領されたが、ダフチャンは党の業務を続け、反戦運動を展開した。1915年、ドイツ軍により逮捕され、アーヘンの刑務所に8ヶ月間拘留された。その後、ドイツ国内の抑留者収容所に移された。
1918年8月、ロシアに帰国し、モスクワ県人民経済会議副議長（議長はアルマンド）となった。1919年2月、ロシア遠征軍団の帰国のため、アルマンドとマヌイリスキーと共に、赤十字のラインでフランスに赴いた。1919年6月、軍事施設の政治課の活動検閲のために、ウクライナに派遣される。
1920年初め、ダフチャンはモスクワに召還され、外務人民委員部の仕事に移り、沿バルト諸国課主任となった。同年、チェーカー外国課（対外諜報）の初代課長を兼任した。この時から、秘密保持のためダヴィドフの姓を使用し始めた。ダヴィドフにより、外国課規程が立案され、その機構と定員編成問題が解決された。1921年夏から外務人民委員部で働いた。
1922年、駐リトアニア・ロシア全権代表（大使）、その後、駐華全権代表部参事官となり、外交業務と同時に諜報活動を行った。中国では、OGPU外国課の総支局長の役割を果たし、1925年まで滞在した。1925年から駐仏ソ連全権代表部参事官、1927年から駐イラン・ソ連全権代表。
1930年から党・行政業務に移った。暫くの間、レニングラード工科大学の学長だった。
1932年、駐ギリシア・ソ連全権代表。1934年、駐ポーランド・ソ連全権代表。
1937年、大粛清の中、「トロツキー・ジノヴィエフ・ブロック」への所属の嫌疑で逮捕される。1938年、内務人民委員部（NKVD）特別会議の判決により銃殺。
1956年、名誉回復。